# Ilha Nula
Ilha Nula é o ponto na superfície da Terra onde o Meridiano Principal e o Equador se cruzam, a zero grau de latitude e zero grau de longitude (0° N, 0° L). Usando o datum WGS84, este ponto está localizado em águas internacionais no Golfo da Guiné, no Oceano Atlântico, próximo da costa da África Ocidental. O ponto é marcado com uma boia permanente.
O nome "Ilha Nula" é uma brincadeira com o fato de que não há, efetivamente, ilha alguma no ponto em questão e com um nome cartográfico comum para o qual as coordenadas erroneamente definidas como 0,0 são atribuídas em bancos de dados de nomes de local para mais facilmente localizá-las e corrigi-las. A terra mais próxima é uma pequena ilhota ao largo de Achowa Point, Gana, entre Akwidaa e Dixcove em4° 45′ 30″ N, 1° 58′ 33″ O, 307.8 nmi (354.2 mi; 570.0 km) ao norte. A profundidade do fundo do mar abaixo da Ilha Nula é de cerca de 4 940m.

## Natural Earth
Em termos de computação e bancos de dados de nomes de locais, as coordenadas para a Ilha Nula foram adicionadas ao conjunto de dados do mapa de domínio público Natural Earth por volta do ano 2010, após o qual o termo passou a ser amplamente utilizado (embora haja evidências de que foi usado anteriormente). Desde então, por meio da ficção, a "ilha" ganhou geografia, história e bandeira. O Natural Earth descreve a entidade como uma "ilha de 1 metro quadrado" com "escala de classificação 100, indicando que nunca deve ser mostrada no mapeamento". O nome "Nulo" refere-se às duas coordenadas de zero, pois valores nulos (indicando uma ausência de dados) são muitas vezes forçados para um valor de 0, quando convertido para um contexto inteiro ou contexto de "não nulos permitidos".
A localização é usada por sistemas de mapeamento para detectar erros. Tais erros surgem, por exemplo, quando um artefato de imagem é erroneamente associado à localização por um software que não pode atribuir uma posição geográfica e, em vez disso, associa uma latitude e longitude de "Nulo, Nulo" ou "0,0". Conforme relatado em janeiro de 2018 pela Bellingcat, outros dados mapeados para o local incluem eventos de atividade do aplicativo de rastreamento de fitness Strava, aparentemente mapeados para o local devido aos usuários inserirem coordenadas "0,0" para disfarçar suas localizações reais.

## Boia "Soul"
Há uma boia meteorológica e de observação marítima atracada a 0.000 N 0.000 E (0° 0'0 "N 0° 0'0" W). Esta boia ("Estação 13010 - Soul") faz parte do sistema PIRATA operado em conjunto pelos Estados Unidos, França e Brasil.